# Rubella virus
Rubella virus je RNK virus, uzročnik bolesti rubeole.
Rubela virus je jedini član roda Rubivirus koji pripada porodici Togaviridae.  
Rubela virus ima jednolačani (pozitivni) RNK genom, ikozaedarsku kapsidu i ovojnicu od lipopolisaharida.